# Visserstrui

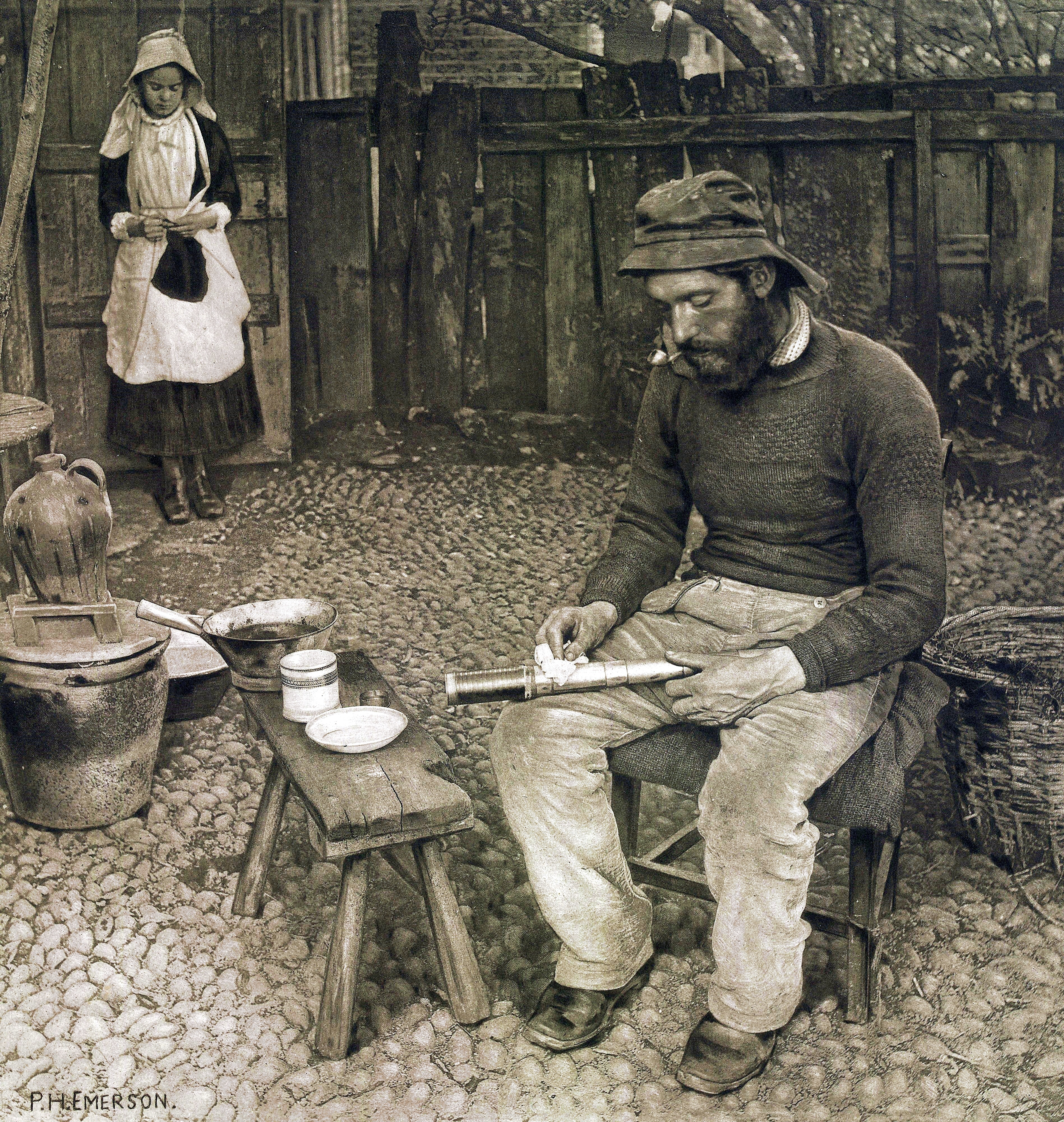
Een Engelse visser in trui, 1887
(Foto: Peter Henry Emerson)

Een visserstrui is een gebreide wollen werk- of pronktrui die tot ongeveer midden twintigste eeuw gedragen werd door vissers en andere scheepsbemanning.

## Nederlandse visserstrui
De traditionele Nederlandse visserstrui – gedragen tussen 1875 en 1930-1940 – wordt gebreid met rechte en averechte steken en verschillende kabelmotieven. Nederlandse visserstruien worden altijd in één kleur gebreid: meestal blauw, al komen zwart en beige ook voor. Deze visserstruien hebben een T-vorm en worden aan een stuk (rond)gebreid en bevatten dan ook geen naden. Traditioneel werden ze gebreid met sajet, het garen dat gesponnen werd van de (kortharige) vacht van het Texelse schaap. Door het aanwezige natuurlijke wolvet (lanoline) niet volledig uit het sajet te wassen, hadden de gebreide truien niet alleen een aanzienlijke glans, maar werden ze ook warmer en waterafstotender. De sajet werd gekleurd met de indertijd beschikbare kleuren: Nassauws blauw en Nassauws beige, marineblauw, donkerblauw, korenblauw, grijs en zwart was geverfd. Andere kleuren waren meestal niet aanwezig. Naast sajet brachten de vissers ook andere wolsoorten mee van hun reizen, zoals merinowol uit Engeland of wol van IJslandse schapen.  
Nederlandse vissers droegen vóór 1875 voornamelijk gesmockte kielen als bovenkleding. Dit veranderde nadat het toegestaan werd – na het opheffen in 1857 van het haringkaakverbod – voor Nederlandse vissers om op het continentaal plat bij Schotland en Engeland te vissen. Door de opkomst van kielschepen (als loggers) slaagden de Nederlandse vissers erin om veel noordelijker dan voorheen te vissen.  Veel vissers namen Lerwick (op de Shetlandeilanden) als tijdelijke uitvalshaven. Dientengevolge gingen de lokale kledinggebruiken de Nederlandse kleding beïnvloeden en begonnen de Nederlanders ook gebreide truien als bovenkleding te dragen.
Toen de gebreide trui niet langer alleen als onderkleding, maar ook als bovenkleding werd gebruikt, ontwikkelden zich in de vissersdorpen langs de Nederlandse kust lokale patronen: vissers uit Enkhuizen droegen een verticale baan over de borst en Urker vissers hadden een ruitjespatroon. De patronen op de Nederlandse visserstruien deden vaak denken aan het smockwerk van de oude kielen die - voor de opkomst van de gebreide truien - dienst deden als werkkleding. Er wordt vermoed dat de verschillen in breipatroon niet zozeer bewust waren, maar natuurlijk zijn gegroeid. De visserstruien werden vaak door de vrouwen uit de hechte gemeenschap gebreid. Deze breisters werden door elkaar beïnvloed en kopieerden gebruikelijke motieven van elkaar. Hoewel het niet bedoeld was als klederdracht, konden vissers wel aan hun breipatronen worden herkend. De visserstrui was dan ook, in een tijd waarin vaak geen identiteitspapieren mee aan boord genomen werden, een manier om te achterhalen uit welke stad of dorp een visser afkomstig was wanneer deze was verdronken.
De visserstrui raakte in de 20e eeuw weer in onbruik als werkkleding door de opkomst van nieuwe materialen.